# Magnolia bankardiorum
Magnolia bankardiorum är en magnoliaväxtart som beskrevs av Michael O. Dillon och Sánchez Vega. Magnolia bankardiorum ingår i släktet Magnolia och familjen magnoliaväxter. Inga underarter finns listade i Catalogue of Life.